# Роберт Ленґдон

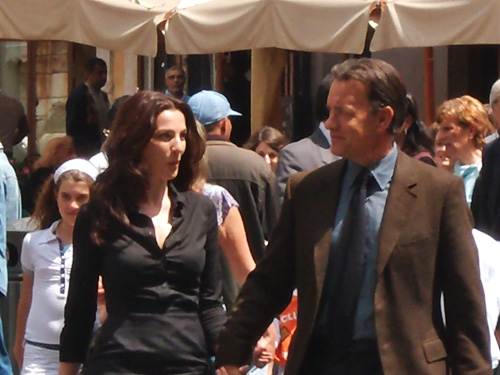
В епізоді з фільму «Ангели і демони»

Роберт Ленґдон (англ. Robert Langdon) — вигаданий професор релігійної симвології в Гарвардському університеті з конспірологічних романів Дена Брауна «Янголи і демони» (2001), «Код да Вінчі» (2003), «Втрачений символ» (2009), «Інферно» (2013), «Джерело» (2017) та «Таємниця з таємниць» (2025).

## Біографія
Ленґдон народився в місті Ессекс (Нью-Гемпшир). Хоча в екранізаціях романів його грають Том Генкс та Ешлі Цукерман, в книзі він порівнюється з Гаррісоном Фордом в твідовому костюмі. Про його юність повідомляється мало. Відомо, що в студентські роки він грав у водне поло. Також, в книзі «Янголи і демони» згадується, що його батьки живуть в Женеві, штаті Флорида. Має феноменальну пам'ять і страждає від клаустрофобії після падіння в колодязь у віці 9 років. Має блакитні очі, темно-русяве волосся, низький баритон, ріст 183 см. Ніколи не був одружений.
Він носить годинник з Міккі Маусом, які йому подарували батьки на 9-й день народження. Автомобіль Ленґдона — Saab 900 з автоматичною КПП. Після смерті батька, наставником Роберта став Пітер Соломон, голова Смітсонівського інституту. Браун визнає, що дав своєму героєві ім'я Джона Ленґдона — філадельфского фахівця зі складання амбіграм.